# Xiangfang
Xiangfang, tidigare stavat Siangfang, är ett stadsdistrikt i provinshuvudstaden Harbin i Heilongjiang-provinsen i nordöstra Kina. Före 2006 hade distriktet namnet Dongli (动力区, pinyin Dònglì qū).